# Modi’in Illit
Modi’in Illit (hebr. מודיעין עילית; arab. موديعين عيليت) – miasto położone w Dystrykcie Judei i Samarii w Izraelu. Leży w obszarze gór Judzkich, pomiędzy  Jerozolimą a obszarem aglomeracji miejskiej Gusz Dan, w otoczeniu terytoriów  Autonomii Palestyńskiej.

## Historia
Miasto zostało założone w 1994 na terenach zdobytych przez Izrael podczas wojny sześciodniowej.

## Demografia
Zgodnie z danymi Izraelskiego Centrum Danych Statystycznych w 2006 roku w mieście żyło 34,5 tys. mieszkańców.
Populacja miasta pod względem wieku (dane z 2006):
| Wiek (w latach) | Procent populacji w % |
| --------------- | --------------------- |
| 0-4             | 29,6%                 |
| 5-9             | 18,8%                 |
| 10-14           | 7,9%                  |
| 15-19           | 4,8%                  |
| 20-29           | 20,4%                 |
| 30-44           | 13,6%                 |
| 45-59           | 3,4%                  |
| ponad 60        | 1,5%                  |

Źródło danych: Central Bureau of Statistics.